# ثا نفر
ثا نفر أو ثاي نفر (عاش حوالي عام 1008 ق.م) كان كاهنًا مصريًا قديمًا خلال عهد الأسرة المصرية الحادية والعشرون.

## الوصف
كان والده نسي با حر إن موت، كاهن آمون من الدرجة الرابعة، ووالدته إسيت إم حب. وفقًا لـ حوليات كهنة الكرنك، خدم ثا نفر ككاهن من الدرجة الرابعة لآمون في السنة الأربعين من حكم بسوسنس الأول (تقريبًا عام 1008 ق.م). تم ترقيته لاحقًا إلى الدرجة الثالثة، كما ذكر في بردية وُجدت في مقبرته بـ باب الجسس (اليوم في المتحف المصري في القاهرة).
تزوج من جاوت سشن، ابنة الكاهن الأكبر من خبر رع والأميرة إسيت إم خب. أنجبا ابنَين، باينجم، الذي أصبح لاحقًا كاهنا من الدرجة الرابعة، ومن خبر رع، كاهن من الدرجة الثالثة لآمون.

## قراءة إضافية
- كلود تراونيكر، سكان ضفاف البحيرة المقدسة، حالة أنكفنفونسو، CRIPEL 15 (1993)، 83-93.
- جيرارد ب.ف. بروكمان، حول التسلسل الزمني والأنساب للأنبياء الثاني والثالث والرابع لآمون في طيبة خلال الأسرة الحادية والعشرين في مصر، GM 174 (2000)، 25-36.